# 奥尔斯河畔比尔鲍姆
奥尔斯河畔比尔鲍姆是奥地利施蒂利亚州拉德克斯堡县的一个市镇。总面积5.18平方公里，总人口478人，人口密度92.3人/平方公里（2005年）。